# 삿징이상어

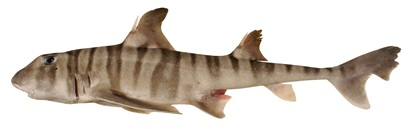
삿징이상어의 모습

삿징이상어(학명: Heterodontus zebra)는 괭이상어목 괭이상어과에 속하는 물고기이다. 북위 40도에서 남위 20도 사이의 인도-태평양 중부, 일본과 한국에서 호주에 이르는 지역에서 발견되는 헤테로돈과의 소두상어이다. 일반적으로 50m(160ft) 이하의 비교적 얕은 수심에서 발견되지만, 웨스턴 오스트레일리아 근해에서는 150~200m(490~660ft) 사이에서 발견된다. 길이는 1.25m(4.1ft)에 이르며, 상어 중에서는 소형종에 속한다. 삿징이상어의 발육 형태는 난생이다.

## 특징과 먹이
삿징이상어는 몸이 가늘고 긴 타원형이며 가오리처럼 생겼다. 주둥이는 옆니가 없이 짧고 둥글다. 눈은 눈 위에 볏이 있는 머리의 등쪽 측면에 있다. 외부에서 본 삿징이상어의 모습은 등지느러미와 뒷지느러미의 존재를 포함한다. 등지느러미의 속에는 척추가 있다. 등지느러미의 길이는 전체 길이의 약 21에서 27%이다. 첫 번째 등지느러미는 어린 상어의 경우 높이가 높은 반면, 성체 상어의 경우 첫 번째 등지느러미가 중간 정도로 높다. 등 표면의 색은 상어에 따라 흰색과 크림색 사이의 범위의 색이다. 이 상어들의 머리 측면에 있는 가슴지느러미 중간 베이스 앞에 5개의 큰 아가미 구멍이 있다. 다섯 개의 아가미 구멍 중 첫 번째 아가미 구멍이 가장 크고 몸 앞쪽에 가장 가깝다. 가장 작은 아가미 틈은 다섯 개의 아가미 틈 중 가장 뒤쪽에 있다. 같은 친척인 괭이상어와 상당히 유사하지만 몸의 빛깔이 회백색이나 또는 황갈색을 바탕으로 넓고 좁은 약 35줄의 불규칙한 흑갈색의 가로띠가 널려 있는 것이 괭이상어와의 차이점으로 구분을 한다. 배지느러미에도 한개의 가시가 있는데 이런 점이 괭이상어와 다른 점이다. 등지느러미는 2개이며 제1등지느러미와 제2등지느러미에 각각 1개의 가시가 있고 미병장이 길다. 꼬리지느러미는 대부분의 상어와 달리 아래쪽(하엽)이 크고 꼬리가 시작되는 시점에서 뒷지느러미까지의 길이가 길어서 뒷지느러미 기저 길이에 2배가 된다.제1등지느러미는 가슴지느러미 기저의 가운데 위쪽에서 시작되며 입은 폭이 넓고 비교적 아래쪽에 위치한다. 위턱과 아래턱에는 각각 끝이 여러개로 갈라진 날카로운 이빨을 가지고 있다. 먹이로는 멸치, 청어, 정어리, 꽁치와 같은 작은 물고기들과 해저 바닥의 소라, 고둥, 갑각류, 성게류를 포함하는 다양한 무척추동물을 잡아먹는 육식성물고기에 속한다.

## 서식지
삿징이상어의 주요한 서식지는 서부 태평양이며 대한민국의 제주도와 남해, 일본의 중부 이남, 동중국해, 동인도제도와 오스트레일리아까지 광범위하게 서식한다. 수심 90m 이내에 따듯한 바다의 연안에서 주로 서식하는 표해수대의 어류이다.

## 크기
삿징이상어의 최대 총 길이는 122cm로 약 4피트이다. 이 종의 부화는 태어날 때 최소 15cm이다. 수컷은 64에서 84cm 사이에서 성숙하고, 암컷은 122cm까지 성숙한다.

## 번식
삿징이상어의 번식 방법은 난생이다. 난태생은 부화하거나 부모가 알을 낳음으로써 유기체를 생산하는 과정이다. 암컷 상어는 일본 해안 근처에서 봄부터 늦여름까지 한 번에 두 개의 알을 낳는다. 암컷 상어의 전형적인 계절적 산란 패턴은 한 번의 짝짓기 기간 동안 6번에서 12번이다. 그 알들은 보통 돌이나 다시마 밭에 낳는다. 알이 부화하면, 배아는 노른자를 먹고 1년 후에 부화한다. 일반적인 크기는 18cm이다. 생식의 과정은 수컷이 암컷의 가슴지느러미를 잡는 것으로 시작된다. 수컷은 암컷의 총배설강에 한 개의 지느러미다리를 삽입한다.

## 인간의 영향
삿징이상어는 성장이 더딘 것이 특징인 종으로 알려져 있으며, 이는 실험실에서 이 종들을 배양하기 어렵게 만든다. 이러한 특징적인 느린 성장과 생식력 때문에 인간이 영향을 미칠 수 있다. 이 유기체들은 수족관 거래, 해양 생태 연구, 그리고 이 유기체들이 다른 종들에게 미치는 영향 등 다양한 면에서 인간에게 중요하다. 삿징이상어에 대한 인간의 영향을 제한하기 위한 보존 노력이 시행되었다. 아시아 연안에는 이 종과 가장 가까운 종들을 보호하기 위한 법이 마련되어 있다. 비록 삿징이상어가 국제 자연 보전 연맹(IUCN)의 적색 목록에서 "관심대상종"으로 분류되고 있지만, 인간이 이들 생물에 미치는 영향을 완전히 이해하기 위한 정보는 거의 없다.

## 같이 보기
- 괭이상어목
- 괭이상어과